# ТОП-100. Рейтинг найкращих компаній України
«ТОП 100. Рейтинг найкращих компаній України» рос. «ТОП 100. Рейтинг лучших компаний Украины» — щоквартальний журнал. Виходить в Києві російською мовою. Видавець — Видавничий дім «Економіка».
Заснований в 1996. Презентує незалежні професійно підготовлені рейтинги та аналітичні матеріали. Журнал публікує серію рейтингів:
- «ТОП-100. Найкращі топ-менеджери України»
- «ТОП-100. Найбільші компанії України»
- «ТОП-100. Ефективні компанії України»
- «ТОП-100. Рейтинг агрохолдингів України»

Головний редактор Василь Поворозник.

## ТОП-100. Найкращі топ-менеджери України
В ролі експертів проекту виступають самі топ-менеджери провідних українських компаній. Серед критеріїв оцінки: особиста, корпоративна, комунікативна та інноваційна ефективність ТОП-менеджера та успішність очолюваного ним підприємства.